# Junkers Ju 52
El Junkers Ju 52 és l'exponent d'un excel·lent i polivalent avió que, encara que va néixer com a transport, ha estat emprat com a avió de passatgers, bombarder mitjà o transport postal. Va ser construït com a desenvolupament del W33, va entrar en servei per la Luftwaffe i va ser el primer avió que van rebre les forces revoltades a la Guerra Civil espanyola. Utilitzant-lo per realitzar el primer pont aeri de la història al transportar 2.500 homes de l'Àfrica fins a Espanya en dos dies, quan la seva capacitat era de 32 places.
Conegut pels alemanys com “Auntie Ju” (Tieta Ju), i pels anglesos com a “Iron Annie” (Anna de ferro), va començar a prestar servei en la Luftwaffe durant els anys 1930 i 1941. El feien servir com a transport de tropes, i com a bombarder mitjà, va servir com a transport de passatgers i postal a companyies tan importants com Lufthansa, Swiss Air i Iberia. Un cop acabada la Segona Guerra Mundial va desaparèixer de seguida perquè els seus recanvis eren difícils de trobar i hi havien molts transports militars estatunidencs llestos per ser usats.

## Història

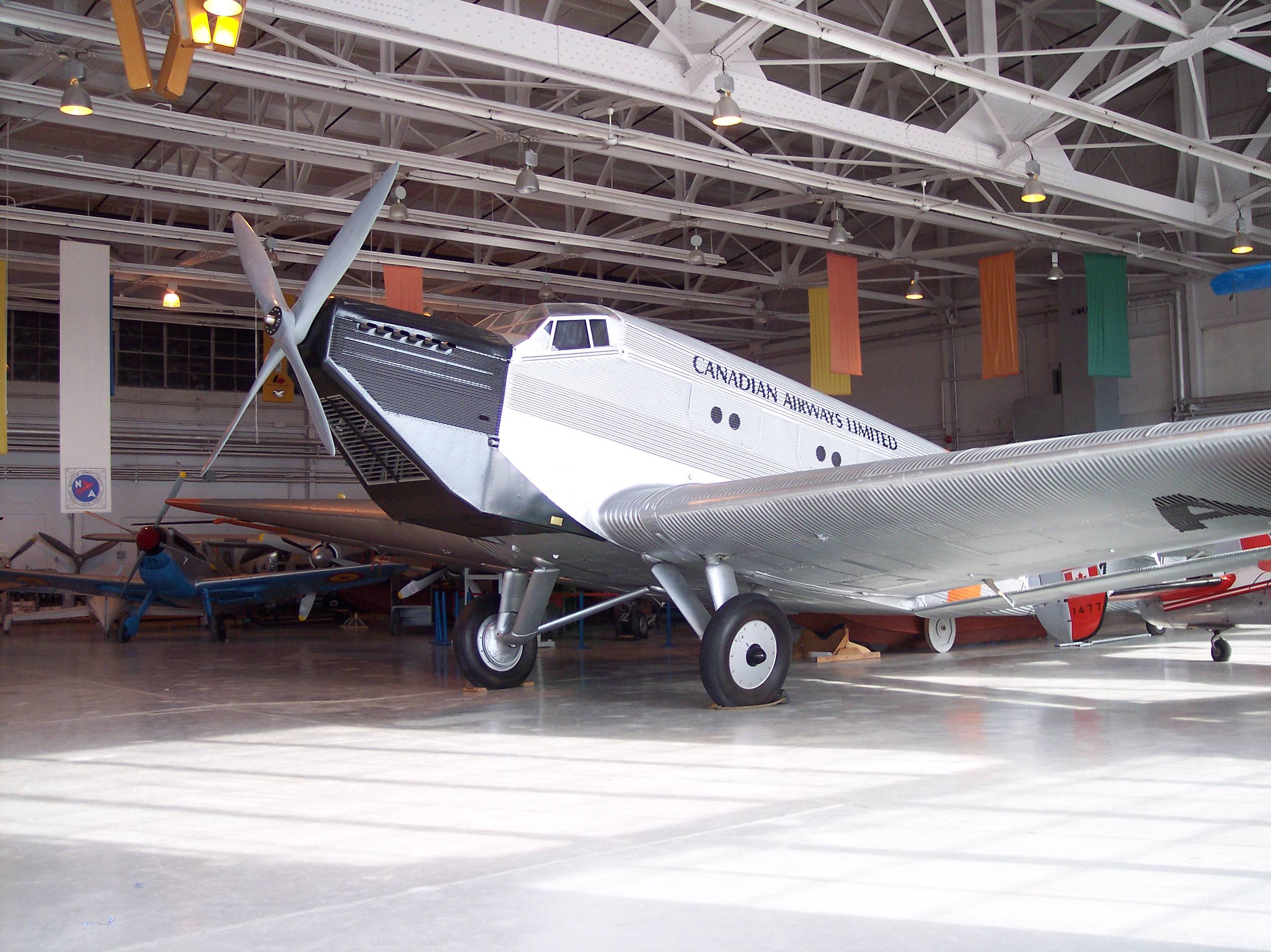
Replica del Ju 52/1m existent en el museu de la Western Canada Aviation Museum, a Manitova, Canada

Durant el 1927 els enginyers encapçalats per Hugo Junkers, cap de Dessau Junkers Werke, van desenvolupar un gran avió monomotor de transport, el qual va realitzar el primer vol el 13 d'octubre del 1930. D'aquest model tan sols es van construir sis per la DVS sueca i per la Canadian Airways. Com que les proves van demostrar que l'hi mancava potència, l'abril del 1931 l'enginyer Ernst Zindel va acoblar dos motors més a les ales donant lloc al Ju 52/3m, les primeres unitats del qual van anar a parar a Lloyd Aéreo Boliviano (LAB) a principis de 1932.

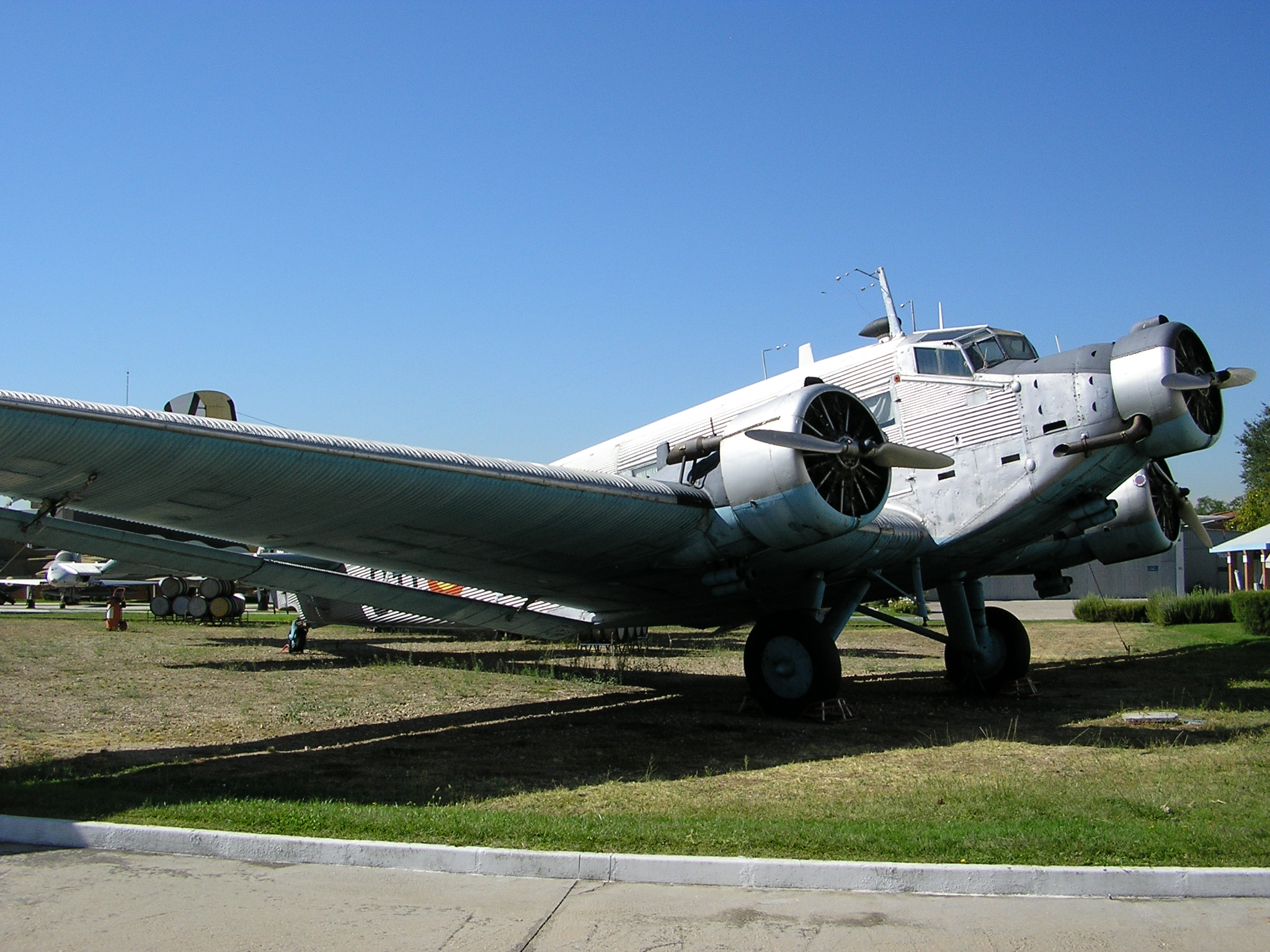
Vista característica del Junkers Ju 52/3m

Lufthansa va crear de seguida la seva pròpia flota de Ju 52/3m, comprant, conjuntament amb la companyia rus-alemanya Deruluft, 231 avions d'aquest tipus. També altres línies aèries d'Europa van fer comandes com British Airways i Railway Air Services a Gran Bretanya, Àustria, Bèlgica, Txecoslovàquia, Finlàndia i Suècia entre d'altres. També es va utilitzar com avió postal a la Xina i fins i tot, adaptat amb flotadors al Canadà. En aquesta època, equipat amb màscares d'oxigen, la companyia Lufthansa, volava de Berlín a Roma tot sobrevolant els Alps, en 8 hores, fet extraordinari pel seu temps.
Quan les tropes alemanyes van començar a avançar per Europa la demanda de producció del Ju 52/3m excedia la capacitat de fabricació de Junkers així que es va començar a produir a la França ocupada. El primer aparell construït a França per Avions Amiot, el AAC.1 Toucan, va aparèixer al juny de 1942. A Espanya es construïa sota llicència amb el nom de CASA 352.

## Ju-Air
El 1982 l'associació suïssa VFL va crear Ju-Air únicament per operar els últims tres Ju 52/3m de la Força Aèria Suïssa que encara estaven en condicions de volar.
El 1983 dos dels avions es van registrar com HB-HOP i HB-HOS, sent modificats per portar passatgers en vols turístics des de Dübendorf i més endavant el tercer aparell es va unir amb la matrícula HB-HOT. Un dels avions va patir un accident durant l'aterratge l'any 1987 però va poder tornar a volar el 1988. L'any 1997 es va incorporar un altre avió a la flota, un CASA 352L que havia estat exposat a l'aeroport de Düsseldorf i el 31 de desembre de 1999 Ju-Air va enlairar els quatre Ju 52 per donar la benvinguda al nou mil·lenni.

## Disseny
El disseny es caracteritza per un recobriment en planxa ondulada amb esquelet de tubs d'acer, que li conferien una rigidesa estructural molt alta, i tres motors en estrella Pratt & Withney Hornet de 9 cilindres, amb una potència unitària de 550 CV, un instal·lat al morro de l'avió i un a cada ala. Les superfícies de control estaven allunyades del perfil de sortida com en un biplà. I comptava amb un empenatge de cua particular així com un tren d'aterratge fix, sense unió entre les rodes, i un patí de cua (posteriorment es va muntar una rodeta). Igual que en els models precedents el tren d'aterratge es podia muntar també amb flotadors per tal d'aterrar a l'aigua. El seu disseny tenia una imatge molt característica, així com una gran solidesa.

## Dades Tècniques (Junkers Ju 52/3m g5e)
- Llargada : 18,90 metres.

- Envergadura : 29,50 metres.

- Alçària : 4,50 metres.

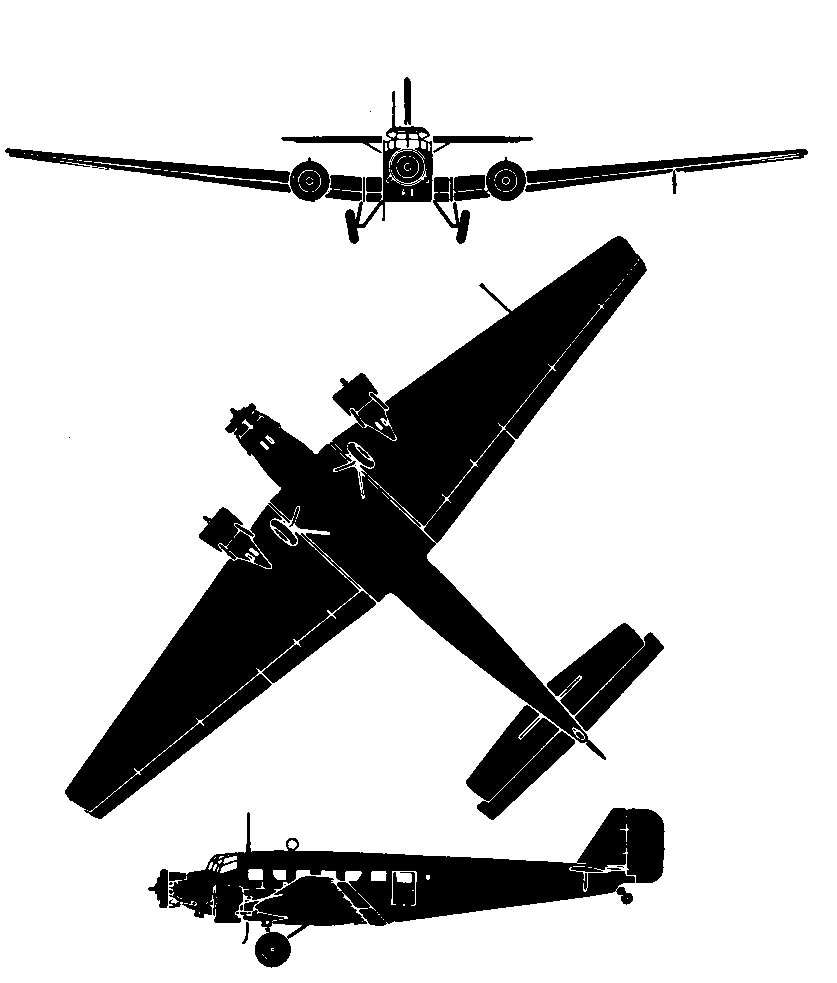
Vistes del CASA 352 L

- Pes en buit : 5.700 kilograms, Pes a l'envol : 9.500 kilograms.

- Velocitat màxima : 290 km/h, Velocitat de Creuer : 260 km/h.

- Sostre de vol : 5.500 metres, Autonomia : 1.200 kilòmetres (6 hores).

- Tripulació : 3 persones, Capacitat : 18 soldats o 12 lliteres.

- Armament : 2 metralladores una al llom i una sota entremig de les rodes MG de calibre 7,7 mm, i fins a 1.500 kg de bombes.

## Teatre d'Operacions

### Espanya
Els primers 2 aparells van arribar el 29 de juliol del 1936 com a resposta de la Luftwaffe, a la petició d'ajut que havia efectuat l'exèrcit revoltat, al govern feixista d'Alemanya. De seguida es van afegir 20 aparells més junt amb els Heinkel He-51, amb els quals va començar a operar la Legió Còndor, en aquells moments aquests aparells es dedicaven, sobretot, al transport de tropes, i al bombardeig. Això va durar fins al 1937, en què la Legió Còndor va començar a utilitzar-lo com a bombarder nocturn per causa, sobretot, a l'arribada de bombarders més moderns com el Junkers Ju 86 i sobretot, els Heinkel He 111
Tot i així, van tindre temps d'intervenir en el bombardeig de Guernica, i estar actius en altres bombardeigs diürns, a mans de forces espanyoles, fins a l'acabament de la guerra, el 1939. Encara restaven operatius, dels 50 que van començar la guerra, 12 aparells, que es van incorporar a l'Ejercito del Aire, com a transports, amb la denominació T-2. Construcciones Aeronáuticas S.A. (CASA) entre els anys 1944 i 1954, va entregar 170 aparells motoritzats amb motors ENMASA E9-B1 ”Beta” còpia dels originals BMW, i van fer un paper destacat fins molt avançats els anys 50.

### Alemanya

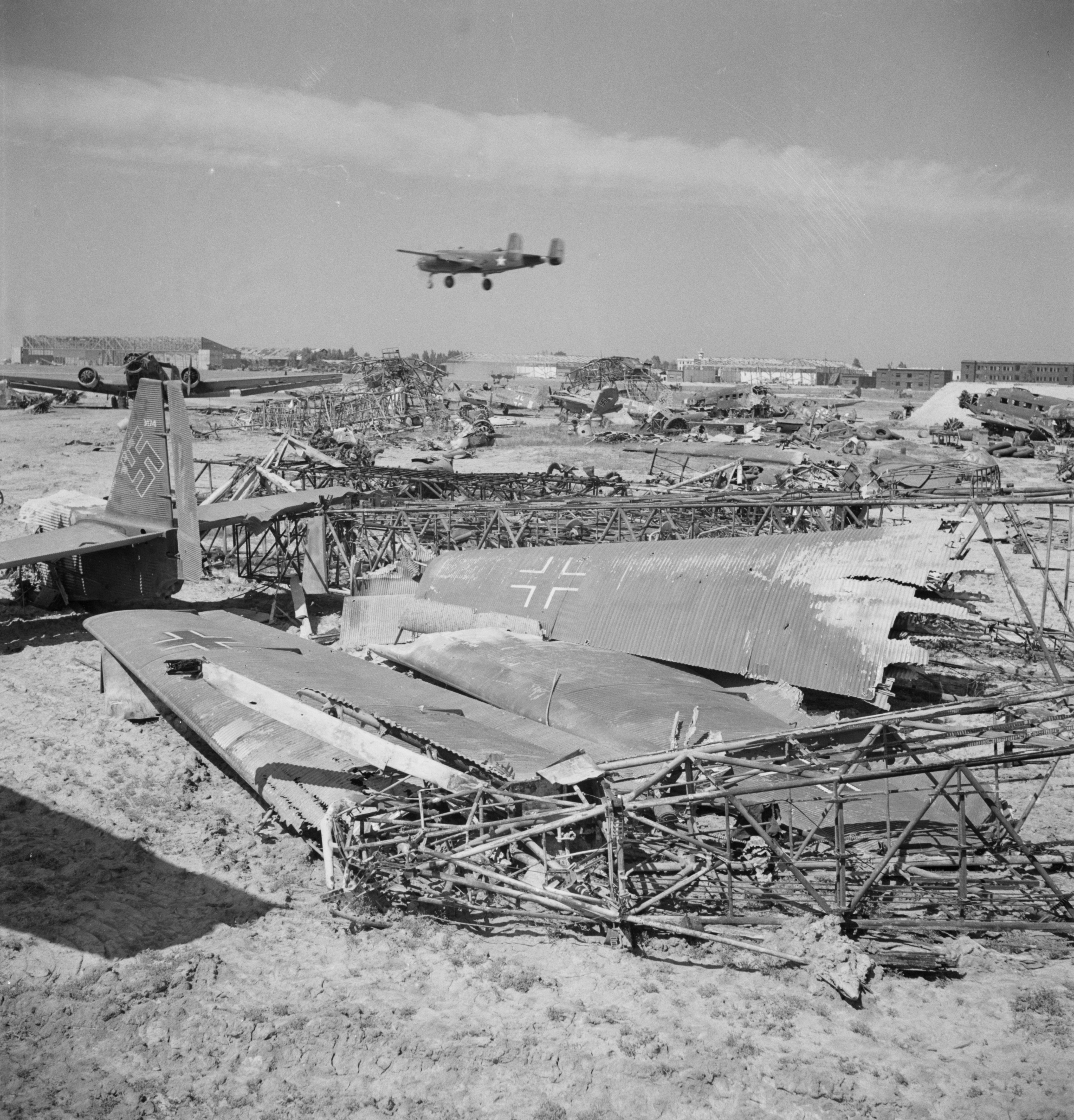
Restes de Ju 52 a El Aouiana, Tunis (1943) es veu un B-25 “Mitchel” envolant-se

Ràpidament el va adoptar la Luftwaffe com a transport de tropes i de fet, va estar present durant tota la segona guerra mundial, en missions de transport. Va arribar a ser el transport personal d'Adolf Hitler i de Hermann Göring, llançador de paracaigudistes als Països Baixos, Creta, i a La batalla de les Ardenes, també va desenvolupar un paper destacat a la batalla de Stalingrad i, fins i tot, es va fer servir com a bombarder mitjà. Tot això es deu al fet que pot operar en pistes poc preparades, i que només necessita 500 metres per enlairar-se i 350 m per aterrar.

### Altres teatres d'operacions
- Anglaterra La BEA (British European Airways), va operar amb 11 d'aquests avions civilitzant-los de la Royal Air Force, entre els anys 1946-1947.

- Canadà James A. Richardson Canadian Airways, van rebre els primers 6 aparells Ju 52/1m.

- França Armeé de l'Air va actuar amb aquests aparells al conflicte d'Indoxina. També la SGTA (Société Général de Transport Aériens) i Air France.

- Portugal La Força Aèria Portuguesa, va utilitzar-lo per forces paracaigudistes Batalhão de Caçadores Pàraqueidistas, intervenint a Angola, i a altres colònies portugueses africanes.

- Suïssa Swiss Air en 3 aparells encara actius (CASA 352).

- Suècia Reial Força Aèria Sueca.[5]

## Models

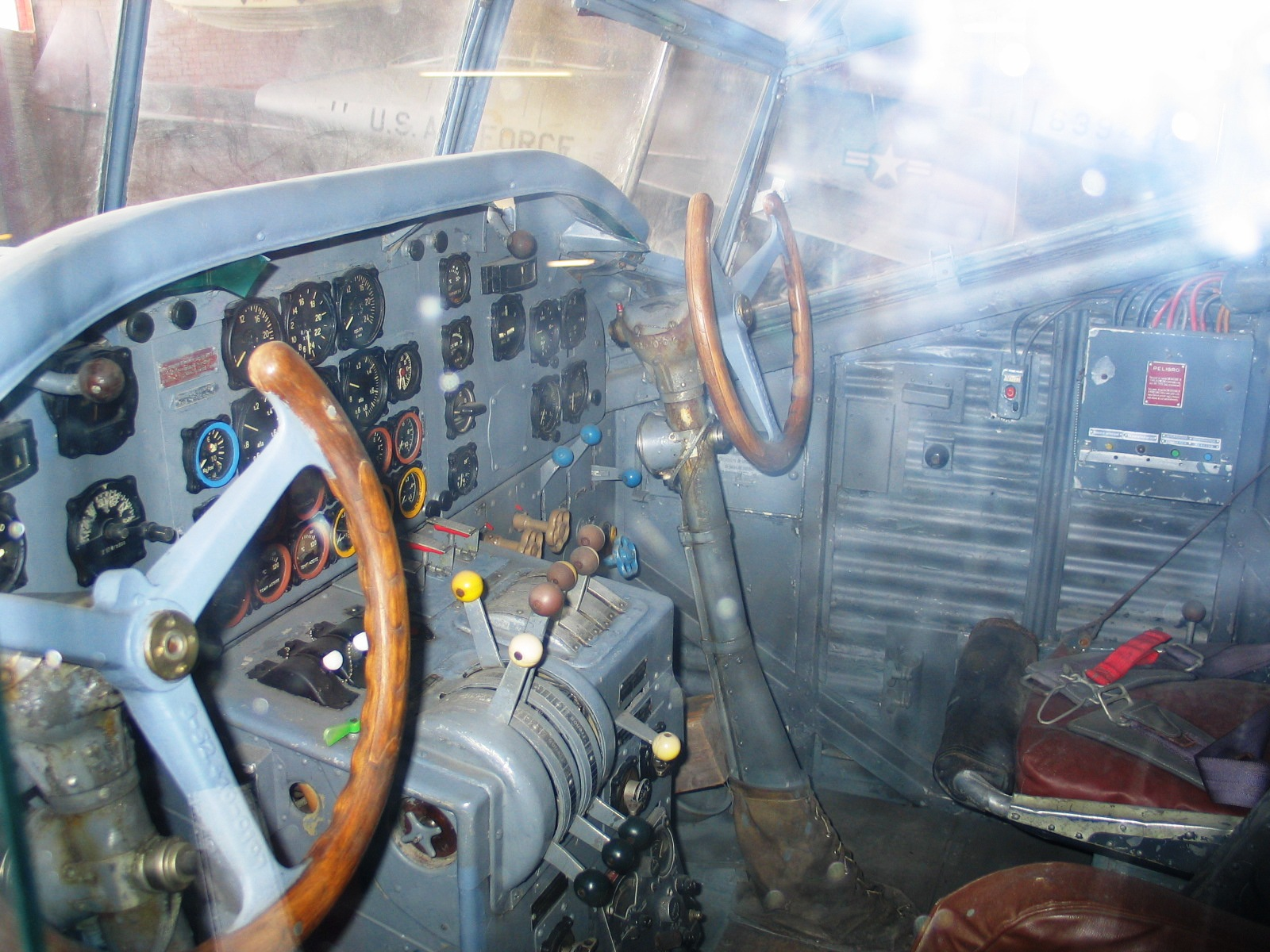
Lloc de pilotatge del Ju 52

- Ju 52/1m: 7 aparells, 1 motor (d'aquí la seva denominació), BMW o Junkers lineal refrigerat per líquid.
- Ju 52/3m: Prototip de 3 motors (Drei motoren) Pratt & Whitney Hornet de 550 CV. Primer envol 3 de març del 1932.

- Ju 52/3mce: Avió de transport civil.

- Ju 52/3mge: Bombarder desenvolupat, expressament, per la Luftwaffe.

- Ju 52/3mg3e: Versió militar, millorada, amb motor BMW 123-A3 de 725 CV. Radio i mecanisme de llançament de bombes, també millorat.

- Ju 52/3mg4e: Substitució del pati de cua, per rodeta. També versió militar.

- Ju 52/3mg5e: Versió militar equipada amb motors BMW 123T de 830 CV, i equipats amb tren d'aterratge que podia intercanviar les rodes per flotadors o esquis.

- Ju 52/3mg6e: Versió equipada amb ràdio simplificada.

- Ju 52/3mg7e: Versió equipada amb auto pilot i una gran comporta de càrrega.

- Ju 52/3mg8e: Versió equipada amb obertura practicable al sostre. Darrers aparells amb motors BMW 132Z.

- Ju 52/3mg9e: Versió equipada amb tren d'aterratge reforçat, i arnès per a arrossegar planadors.

- Ju 52/3mg10e: Versió equipada amb la possibilitat d'operar amb rodes o flotadors.

- Ju 52/3mg12e: Versió civil del Ju 52/3mg10e amb motors BMW 132L, entregats a Lufthansa. Alguns amb denominació Ju 52/3mg12.

- Ju 52/3mg14e: Versió militar millorada del Ju 52/3mg9e, amb millor blindatge del pilot, i armament defensiu més pesant. Darrera versió fabricada a Alemanya.

- AAC.1 “Toucan”: Aparells fabricats a França a la Fàbrica d'Amiot, fent-los servir tant a l'Armeé de l'Air com Air France.

- CASA 352: Fabricació Espanyola de Construcciones Aeronáuticas SA per l'exèrcit espanyol de l'aire com per Iberia, i altres comandes.

## Aparells Conservats

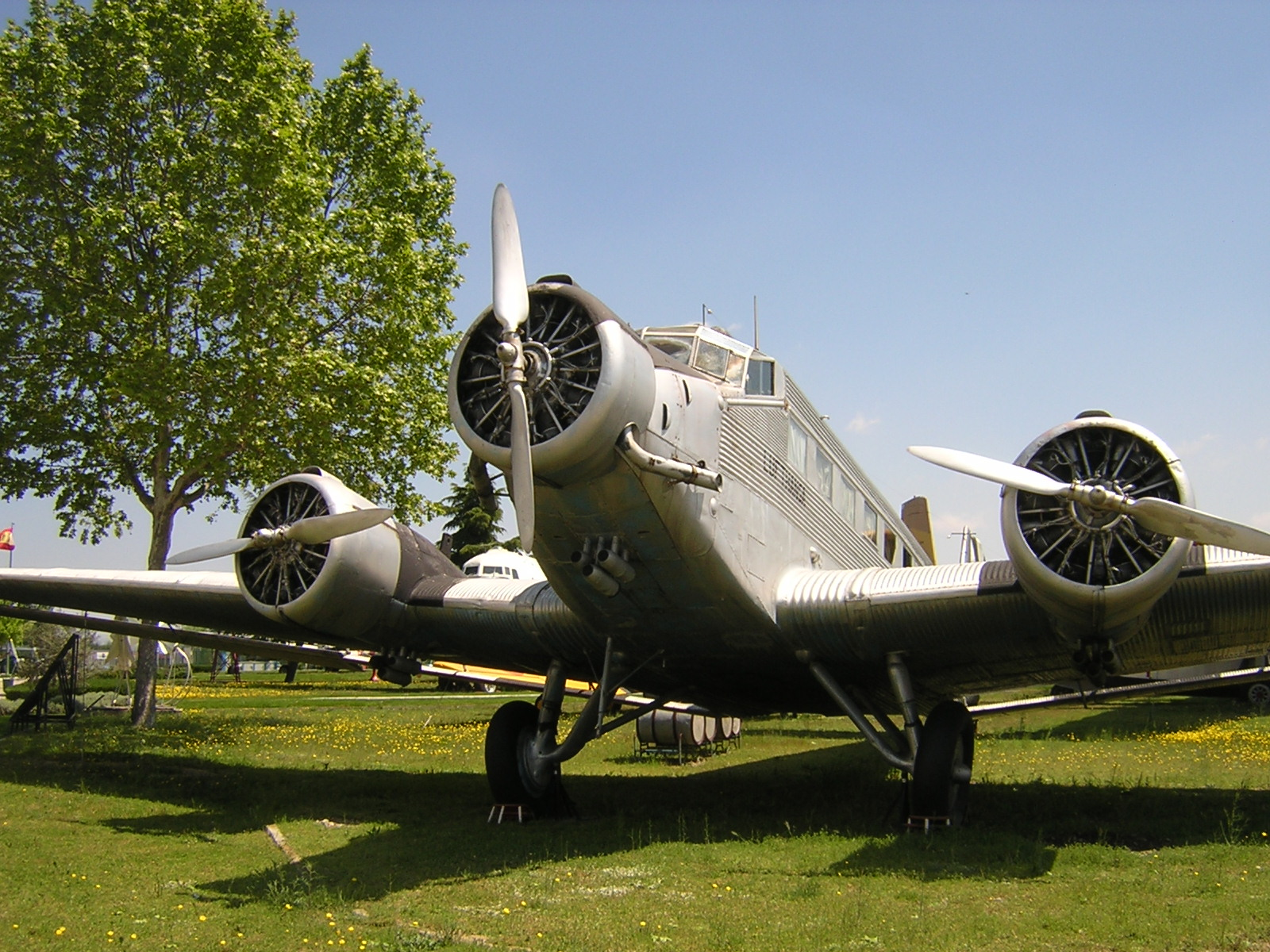
Junkers Ju 52, existent en museu de Cuatro Vientos, Madrid

Hi ha molts Ju 52 que han sobreviscut, o que han sigut convenientment restaurats, entre ells un a Cuatro Vientos, Madrid. També es pot destacar el matriculat amb D-AQUI de la Lufthansa, a part dels ja mencionats a Suïssa, entre d'altres.

## Cultura popular
En els simuladors de vol existeixen una o més variants del Junkers Ju 52, com el simulador de vol de codi obert FlightGear, així com en el sector comercial.